# François Pierrot
Pour les articles homonymes, voir Pierrot.
François Pierrot, né le 2 novembre 1961 à Mont-Saint-Martin (Meurthe-et-Moselle), est un directeur de recherche CNRS, roboticien, affecté au Laboratoire d'informatique, de robotique et de microélectronique de Montpellier (LIRMM).

## Biographie
Après avoir étudié le génie mécanique à l'École normale supérieure de Cachan (aujourd'hui ENS Paris Saclay), François Pierrot a obtenu un doctorat dans le domaine des systèmes automatiques à l'Université Montpellier 2 (aujourd'hui Université de Montpellier). Il est depuis 2001 Directeur de recherche au CNRS au LIRMM . De 2015 à 2022, il a été Vice Président Délégué à l'Innovation et aux Partenariats de l'Université de Montpellier, puis, depuis 2022 il est Vice Président aux Relations Internationales de cette même université. De 2017 à 2022, il a été Directeur Exécutif d'une Initiative d'Excellence, l'I-SITE MUSE, cette Initiative d'Excellence ayant été définitivement labellisée par l'Etat en 2022
François Pierrot est co-inventeur du robot parallèle le plus rapide du monde dont le brevet a été transféré à une entreprise américaine ( Adept (en)), elle-même rachetée par le groupe japonais Omron qui le commercialise sous le nom Quattro. Il a reçu, en 1995, le Prix de l'innovation de la Robotics Society of Japan (ja) pour l'invention et le développement du robot HEXA (avec M. Uchiyama, K. Iimura, S. Tarao et O. Toyama), et en 2011, la médaille de l'innovation du CNRS . Il a été nommé dans l'Ordre National de la Légion d'Honneur (promotion du 1er janvier 2021).

## Travaux de recherche
Son travail de recherche l'a amené à créer des robots innovants en considérant simultanément leur conception mécanique et les stratégies de commande, depuis les aspects théoriques tel que l'application de méthodes de modélisations, la prise en compte des singularités et/ou la conception basée sur des modèles dynamiques, jusqu’à la mise en œuvre aux secteurs dédiés : industrie, santé et/ou éducation.

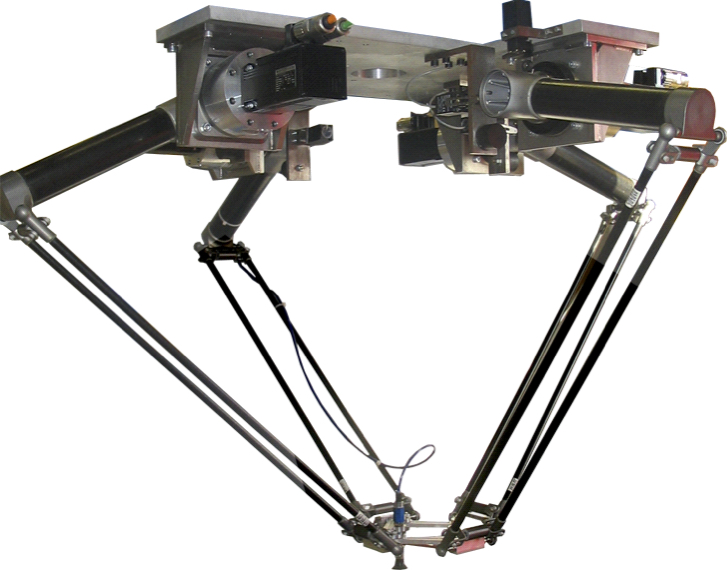
Prototype de robot à architecture dite "PAR4", base du développement du robot QUATTRO.

Il est engagé dans plusieurs projets de recherche fondamentale de niveau nationaux et européens. Il travaille sur plusieurs projets de recherche appliquée en coopération avec la fondation espagnole Tecnalia.

### Transferts de technologies vers l'industrie
- 1991 : Robot Hexa - JTEKT ; robot industriel récompensé par le Prix de l'innovation de la Robotics Society of Japan  (Liste des Prix de l'Innovation de la RSJ)
- 1994 : Machine-Outil HexaM – JTEKT
- 1997 : Robot médical Hippocrate - Sinters, l'équipe Dexter du LIRMM et l'Hôpital Broussais[7],[8] ; permet d'établir des images tridimensionnelles des dépôts graisseux (les plaques d'athérome) dans les artères
- 1999 : Machine-outil UraneSX, société Comau avec l'équipe Dexter du LIRMM et la société Renault-Automation[9]
- 2000 : Robot Hexapode LMJ – Commissariat à l'énergie atomique (CEA) avec l'équipe Dexter du LIRMM et la société Symétrie[9],[10]
- 2002 : Robot médical Dermarob – Sinters avec l'équipe Dexter du LIRMM[7]. Le système Dermarob a été salué par le prix de l'innovation ADER 2003[9],[11]
- 2002 - 2008 : Robots domestiques et ludiques - Le fondateur de Wany Robotics, Erwan Lavarec est un ancien doctorant du LIRMM[12]
- 2007 : Robot Quattro – Adept Technology Inc. avec les chercheurs du LIRMM et la société Tecnalia[9],[13]. Robot industriel le plus rapide au monde[14]

## Management
- 2001-2008 : Président du Conseil de surveillance, Wany S.A., spinoff du LIRMM[15]
- 2004-2008 : Président de la « section 07 » du Comité national de la recherche scientifique
- 2005-2011 : Directeur adjoint du LIRMM
- 2010 : Conseiller du Directeur pour le secteur STIC et délégué scientifique aux partenariats, INSIS-CNRS
- 2011 : Directeur du Pôle de formation et de recherche « Mathématique Informatique Physique Systèmes » de l’Université Montpellier 2
- 2012-2022 : Vice Président Délégué à l'Innovation et aux Partenariats de l'Université de Montpellier
- 2017-2022 : Directeur Exécutif de l'I-SITE MUSE
- 2022-... : Vice Président aux Relations Internationales de l'Université de Montpellier

## Distinctions et prix
- 1992 : Best Paper Award, ISRAM'92, Sata-Fe, USA (commande robuste)
- 1995 : Prix de l'innovation, Robotics Society of Japan (robotique industrielle)[5]
- 2000 : Prix pour la création de jeunes entreprises innovantes, Ministère de la Recherche (création d'entreprise)[16]
- 2002 : IST Prize, Commission européenne (plateforme robotique pour enseignement supérieur/recherche)
- 2003 : Prix de l'innovation, ADER Languedoc-Roussillon (robotique médicale)[11]
- 2007 : Finaliste du IEEE/IFR Invention Award (robotique industrielle)
- 2008 : Prix pour l'innovation, ADER Languedoc-Roussillon (robotique industrielle)[17]
- 2010 : Best paper award (finalist), IEEE ICRA, Anchorage, USA (dispositif d'assistance pour la marche)[18],[19]
- 2011 : Médaille de l'innovation du CNRS[6]
- 2021 : Chevalier de la Légion d'Honneur

## Publications (Hindex=42)
De 1989 à 2020, François Pierrot a publié plus de 200 documents à la suite de son travail de recherche dans le cadre du Laboratoire d'Informatique de Robotique et de Microélectronique de Montpellier (LIRMM). Les documents sont des articles parus dans des revues scientifiques internationales, ou présentés lors de congrès, des chapitres d'ouvrages et des brevets, essentiellement en langue anglaise,.